# 木引镇
木引镇，是中华人民共和国贵州省黔南布依族苗族自治州罗甸县下辖的一个乡镇级行政单位。
2014年2月14日，贵州省人民政府批复同意罗甸县行政区划调整，撤销木引乡，设置木引镇，镇人民政府驻木引村，所辖行政区域不变。

## 行政区划
木引镇下辖以下地区：
木引村、勤民村、纳钵村、高山村、纳汝村、摆落村、宜龙村、冗林村、从里村、云保村、长生村、速进村、把坝村、兴龙村、水井村、纳猛村、罗坪村和窖里村。